# بخش سالم (شهرستان شامپاین، اوهایو)
بخش سالم (به انگلیسی: Salem Township) یک منطقهٔ مسکونی در ایالات متحده آمریکا است که در شهرستان شمپین، اوهایو واقع شده‌است.
 بخش سالم ۱۳۱٫۶ کیلومتر مربع مساحت و ۲٬۵۳۹ نفر جمعیت دارد و ۳۳۸ متر بالاتر از سطح دریا واقع شده‌است.